# Посмертные записки Пиквикского клуба
«Посме́ртные запи́ски Пи́квикского клу́ба» (англ. The Posthumous Papers of the Pickwick Club) — первый роман английского писателя Чарльза Диккенса, впервые выпущенный издательством «Чепмен и Холл» в 1836 — 1837 годах. Вместо того чтобы по предложению издателя Уильяма Холла писать сопроводительный текст к серии картинок художника-иллюстратора Роберта Сеймура, Диккенс создал роман о клубе путешествующих по Англии и наблюдающих «человеческую природу». Такой замысел позволил писателю изобразить в своём произведении нравы старой Англии и многообразие (темпераментов) в традиции Бена Джонсона.

## Сюжет
На заседании Пиквикского клуба, состоявшемся 12 мая 1827 года, учреждён новый отдел под следующим названием — Корреспондентское общество Пиквикского клуба. В его состав вошли: Сэмюэл Пиквик, Огастес Снодграсс, Треси Тапмен и Натэниэл Уинкль. Основная цель создания этого общества заключалась в том, чтобы раздвинуть границы путешествий Пиквика, расширить сферу его наблюдений, что непременно приведёт к прогрессу науки.
Сэмюэл Пиквик неустанно работал всю жизнь, увеличивая своё состояние. Наконец, удалившись от дел, он посвятил себя Пиквикскому клубу, был опекуном юноши с поэтическими наклонностями.
Утром члены Корреспондентского общества отправляется в первое путешествие. Ещё в Лондоне, занося в свою записную книжку некоторые наблюдения, мистер Пиквик был почему-то принят за шпиона. Кучер даже решил поколотить его и друзей. Пиквикистов спас некий джентльмен, оказавшийся их попутчиком — странствующий актёр Альфред Джингль.
В Рочестере в то время проводились военные маневры, которые пиквикисты пропустить не могли. Догоняя шляпу, мистер Пиквик случайно сталкивается с каретой мистера Уордля, тот радушно приглашает их погостить в своё поместье.
Семья нового знакомого состоит из его матери, двух юных дочерей Изабеллы и Эмили и незамужней сестры мисс Рейчел. Между мистером Тапменом и мисс Рейчел вспыхивает любовь. На крикетном матче, который посетили пиквикисты и мистер Уордль, они снова встретили знакомого Джингля. После крикетного матча и последующих за ним обильных возлияний, он предложил сопроводить их домой. Оказавшись в гостях, начал плести интриги, чтобы жениться на мисс Рейчел, завладев её немалым состоянием, либо получить отступного. Он уговаривает ее бежать с ним в Лондон. Её брат вместе с пиквикистами пускается в погоню. Они настигают беглецов. За двадцать фунтов Альфред отказывается от мисс Рейчел. Он становится врагом Пиквика.
Вернувшись домой, Сэмиэл Пиквик решил нанять слугу. Когда он поделился этими планами с миссис Бардл, своей квартирной хозяйкой, она неизвестно почему рассудила, что ей делают предложение. Мистер Пиквик нанял слугу.
Он оказался ответчиком по делу о нарушении брачного обещания. Нанесенный ей ущерб рассерженная миссис Бардл оценила в полторы тысячи фунтов.
Возжелав мести Джанглю, продолжавшему смеяться над ним, мистер Пиквик и слуга Сэм едут в Ипсуич. Сэму удалось узнать, что Альфред Джингль, представляясь чужим именем, «обрабатывает» семейство уважаемого судьи. Мистер Пиквик поспешил предостеречь судью, в результате чего Джингля разоблачают.
Дело о нарушении брачного обещания было решено в пользу миссис Бардл. Тем не менее, совершенно не желая потворствовать случившейся несправедливости, мистер Пиквик отказался платить судебные издержки, предпочтя долговую тюрьму. Он с интересом слушает и записывает все многочисленные судебные и тюремные истории, как раньше записывал рассказы торгового агента, странствующего актёра, слуги Сэма, кучера. Находясь в тюрьме, Пиквик встречает своего давнего врага Джингля и его слугу Троттера. Они голодны, оборванны, и мистер Пиквик, пожалев этих людей, даёт им денег.
Слуга Сэм и поверенный Пиквика Перкер взяли у миссис Бардл очень важные письменные показания о том, что дело было раздуто, что она очень сожалеет о клевете.
После этих приключений мистер Пиквик решает закрыть Пиквикский клуб. Он отправляется на покой, сняв себе дом в окрестностях Лондона, в котором и поселился со слугой Сэмом.

## Герои

### Главные герои

#### Сэмюэл Пиквик
Сэмюэл Пиквик (англ. Samuel Pickwick) — главный протагонист романа, основатель Пиквикского клуба.
Пиквик — один из первых в галерее диккенсовских героев, и в создании его образа проявилось стремление раскрыть истинную человечность, присущую внешне смешному, нелепому, наивному Пиквику. Он странно выглядит на улицах Лондона со своей подзорной трубой в кармане пальто и записной книжкой в руках. В предисловии к «Запискам», написанном в 1847 г., Диккенс и сам отметил и объяснил эту эволюцию: «О мистере Пиквике говорили, что по мере того, как развертывались события, в характере его произошла решительная перемена и что он стал добрее и разумнее. По моему мнению, такая перемена не покажется моим читателям надуманной или неестественной, если они вспомнят, что в реальной жизни особенности и странности человека, в котором есть что-то чудаковатое, обычно производят на нас впечатление поначалу, и только познакомившись с ним ближе, мы начинаем видеть глубже этих поверхностных черт и узнавать лучшую его сторону».

#### Пиквикисты, путешествующие вместе с Пиквиком

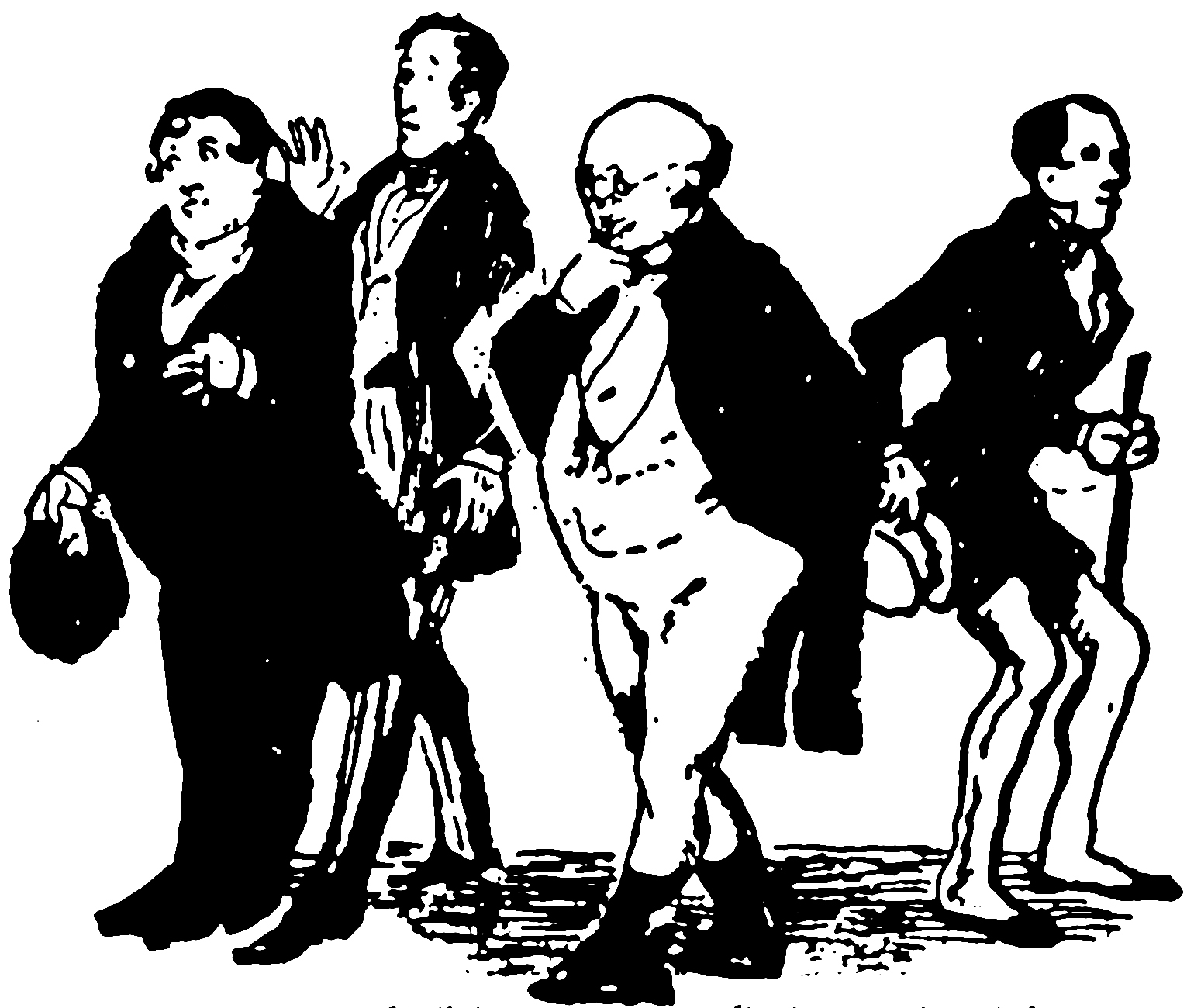
Иллюстрация Физа. Пиквикисты Тапмен, Уинкль, Пиквик и Снодграсс

Натэниел Уинкль (англ. Nathaniel Winkle) — молодой друг Пиквика и его путешествующий компаньон. Считает себя спортсменом, однако, когда доходит до дела, он терпит фиаско: то неумело обращается с ружьём и ранит Тапмена, то, изображая себя конькобежцем, налетает на Боба Сойера.
Уинкль — это единственный персонаж, уцелевший от первоначального сеймуровского замысла. И то с середины романа его функция меняется: горе-спортсмен уступает место влюбленному, правда столь же неловкому. Но не следует удивляться, что Арабелла так быстро ответила на его чувство, — ведь сколько бы оплошностей Уинкль ни совершал, он всегда остается милым и привлекательным.
Август Снодграсс (англ. Augustus Snodgrass) — другой молодой друг и компаньон Пиквика; он считает себя поэтом, хотя в книге ни разу не прозвучали его стихотворения.
Мистер Снодграсс, в отличие от Уинкля, с самого начала был созданием Диккенса. Обрисован он очень бегло, но современникам должен был казаться выхваченным прямо из жизни. После взлета романтизма множество вполне ординарных молодых людей воспарило духом, и подобные поэтические натуры порядком к тому времени примелькались. Этому персонажу роль романтического влюбленного предназначена с самого начала.
Трейси Тапмен (англ. Tracy Tupman) — третий путешествующий компаньон, толстый и пожилой человек, романтик.
Диккенс представляет его в романе такими словами:

По правую от него руку сидит Трейси Тапмен, слишком впечатлительный Тапмен, сочетавший с мудростью и опытностью зрелых лет юношеский энтузиазм и горячность в самой увлекательной и наиболее простительной человеческой слабости — в любви. Время и аппетит увеличили объём этой некогда романтической фигуры; размеры чёрного шёлкового жилета становились более и более внушительными; дюйм за дюймом золотая цепь от часов исчезала из поля зрения Тапмена; массивный подбородок мало-помалу переползал через край белоснежного галстука, но душа Тапмена не ведала перемены: преклонение перед прекрасным полом оставалось его преобладающей страстью.
Оригинальный текст (англ.)On his right sat Mr. Tracy Tupman — the too susceptible Tupman, who to the wisdom and experience of maturer years superadded the enthusiasm and ardour of a boy in the most interesting and pardonable of human weaknesses — love. Time and feeding had expanded that once romantic form; the black silk waistcoat had become more and more developed; inch by inch had the gold watch–chain beneath it disappeared from within the range of Tupman’s vision; and gradually had the capacious chin encroached upon the borders of the white cravat: but the soul of Tupman had known no change — admiration of the fair sex was still its ruling passion.

#### Сэм Уэллер

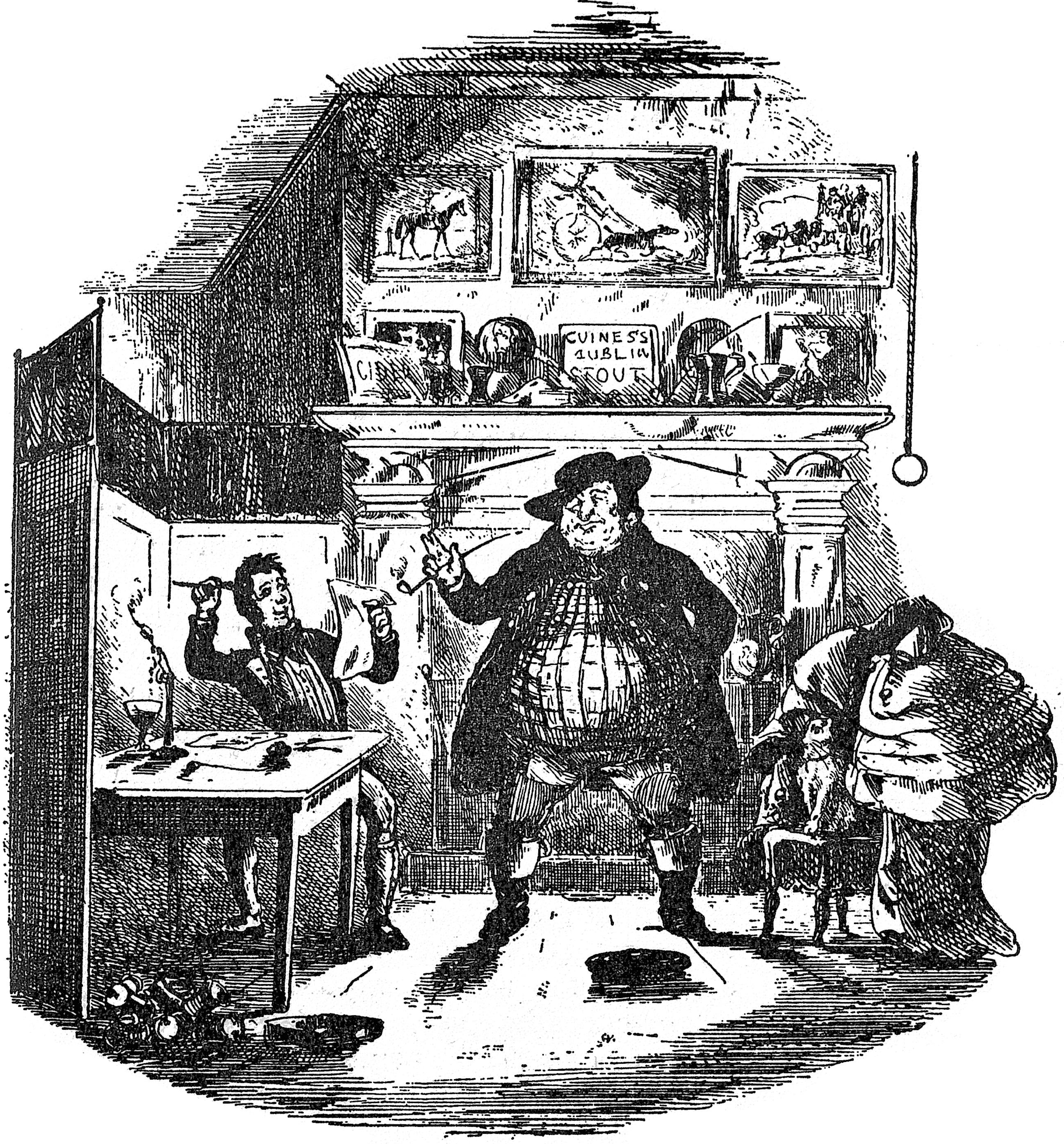
Иллюстрация Физа 1836 года к 30-й главе. Сэм Уэллер и его отец Тони Уэллер

Сэм (Сэмюел) Уэллер (англ. Samuel Weller) — слуга мистера Пиквика. Он обладает теми качествами, которых так не достаёт его хозяину. Сэм трезво смотрит на жизнь, он находчив, ловок, деловит, изворотлив.
Изначально мы видим его чистильщиком обуви в лондонской гостинице «Белый олень». Впервые он предстаёт перед читателем облачённым в «полосатый жилет с синими стеклянными пуговицами и чёрные коленкоровые нарукавники, серые штаны и гамаши. Ярко-красный платок, завязанный небрежно и неискусно, обвивал его шею, а старая белая шляпа была беззаботно сдвинута набекрень». Сэм Уэллер вносит в роман искрящееся веселье; его остроумие неиссякаемо, находчивость в любых жизненных обстоятельствах вызывает восхищение, а оптимизм и здравый смысл действуют покоряюще. Красноречие Сэма удивительно, он обладает способностью изрекать каламбуры, вызывая смех парадоксальностью и остроумием. Многие из его афоризмов были подхвачены современниками, перешли со страниц в жизнь, получив название «уэллеризмов».
Образ нахального молодого человека, прислуживающего в гостинице и отпускающего подобные шуточки, уже возникал в одном из очерков Боза — «Дуэль в Грейт-Уинглбери»: это словоохотливый коридорный, которому тоже была свойственна привычка ссылаться на кого-то, кто якобы произносил повторяемые им слова, например: «Здесь и правда довольно тепло, как сказал мальчишка, свалившийся в камин».
Вводя в круг действующих лиц Сэма Уэллера, Диккенс на первых порах лишь варьировал один из созданных им прежде образов, но затем он с блеском использовал заложенные в нём возможности, и из второстепенного персонажа Сэм Уэллер превратился в одного из главных героев.
Вполне объяснима та прочная дружба, которая устанавливается между Сэмом и Пиквиком. Их сближают честность и нежелание подчиняться несправедливости. И когда Сэм добровольно разделяет с Пиквиком заключение в тюрьме, то делает он не из-за желания угодить хозяину, а потому, что он понимает хозяина и сочувствует ему.
Из последней главы мы узнаём, что Сэм женился на Мэри, которая стала экономкой мистера Пиквика. «Судя по тому, что у калитки сада постоянно вертятся два толстых мальчугана, можно предположить, что Сэм обзавёлся семьей», — пишет Диккенс.

##### «Уэллеризмы»
Широкую популярность приобрели так называемые «уэллеризмы» — юмористические изречения Сэма Уэллера «на случай», по большей части им изобретённые, но приводимые обычно с ссылкой на какой-нибудь анекдотический «источник». Некоторые высказывания являются примерами чёрного юмора.
Примеры «уэллеризмов»:
- Какого дьявола вам от меня нужно? — как сказал человек, когда ему явилось привидение.
- Ничто так не освежает, как сон, сэр, как сказала служанка, собираясь выпить полную рюмку опия.
- Ну-с, джентльмены, милости просим, как сказали, примкнув штыки, англичане французам.
- Теперь у нас вид приятный и аккуратный, как сказал отец, отрубив голову своему сынишке, чтобы излечить его от косоглазия.
- Это уж я называю прибавлять к обиде оскорбление, как сказал попугай, когда его не только увезли из родной страны, но заставили ещё потом говорить по-английски.
- Дело сделано, и его не исправить, и это единственное утешение, как говорят в Турции, когда отрубят голову не тому, кому следует.
- Выкладывай, да поживей, как сказал отец сыну, когда тот проглотил фартинг.
- Стоит ли столько мучиться, чтобы узнать так мало, как сказал приютский мальчик, дойдя до конца азбуки. (Изречение Уэллера-старшего)

#### Альфред Джингль

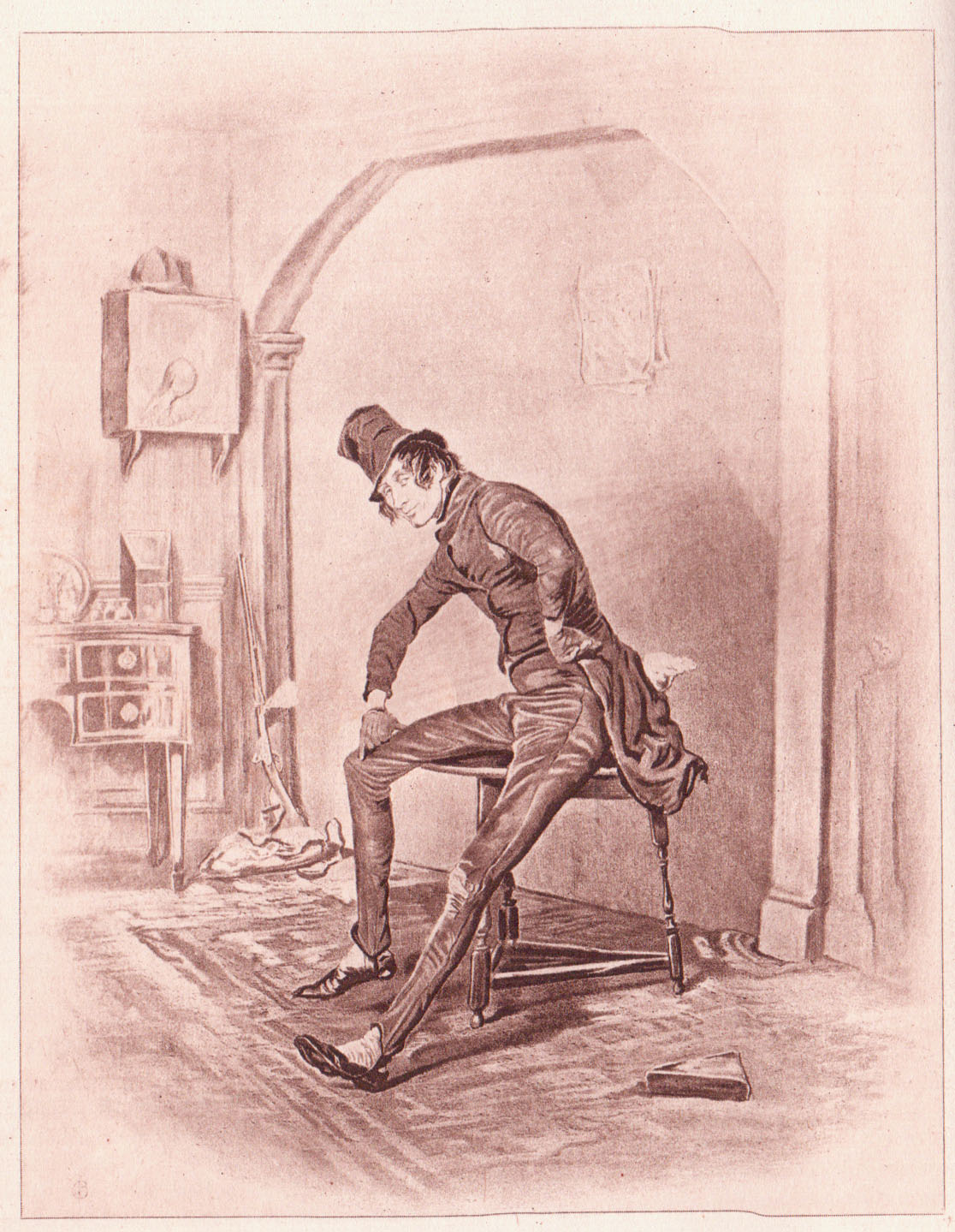
Иллюстрация Фрэда Барнарда. Альфред Джингль

Альфред Джингль (англ. Alfred Jingle) — странствующий актёр и шарлатан, известный своим телеграфным стилем речи. Включение в круг действующих лиц Джингля оживляет повествование. Привлекает необычная манера, в которой изъясняется этот субъект, отличающийся «полнейшей самоуверенностью и неописуемым нахальством». Его речь отрывиста и динамична. Он обладает неиссякаемым запасом смешных и нелепых историй, которые наивный Пиквик воспринимает как откровения, побуждающие его размышлять о «странной превратности человеческой судьбы» и удивительных явлениях природы.
Мистер Джингль появляется во второй главе «Первый день путешествия и приключения первого вечера с вытекающими из них последствиями» как спаситель пиквикистов: он уводит их от толпы, которая считает Пиквика и его товарищей шпионами. Однако на этом благородство Джингля иссякло, и в дальнейшем этот человек становится источником неприятностей для главных героев. Из-за него чуть не произошла дуэль между Уинклем и доктором Слэммером. При новой встрече с путешественниками он обманул мистера Тапмена и подбил на побег мисс Рейчел, а потом без всяких угрызений совести отказался от неё за сто двадцать фунтов.
«Но стоит всё-таки задуматься, так ли уж подходит этот бедолага-актер в заношенном кургузом зелёном фраке и без носков на роль воплощённого мирового зла? — пишет в своей критической статье Юлий Кагарлицкий. — Он вечно голоден, вечно говорит о еде, и слова „житейский пирог“, воспринимаемые обычно как отвлечённость, вызывают, вероятно, в его мозгу вполне конкретный образ гигантского пирога, причём каждая попытка урвать хоть малый его кусочек требует от него немалой смекалки. Да и много ли ему удаётся? Пообедать и выпить за чужой счет? Побывать на балу в чужом фраке? Покрасоваться в „высшем свете“ захолустного городка под чужой личиной? Сто двадцать фунтов — вот предел его достижений. При том, что личность он, конечно же, самобытная. Такой Джингл — достойный участник приключений мистера Пиквика, и тому легко пожалеть его, когда он обнаруживает его в тюрьме — оборванного, грязного, голодного».
В пятьдесят третьей главе Диккенс рассказывает нам о том, что Пиквик выкупил из флитской тюрьмы и Джингля, и его слугу и обеспечил их средствами на эмиграцию в Вест-Индию.

### Второстепенные герои
- Тони Уэллер (англ. Tony Weller) — отец Сэма Уэллера.
- Джоб Троттер (англ. Job Trotter) — слуга Альфреда Джингля, отличавшийся тем, что мог «пустить слезу» тогда, когда хотел убедить кого-то в своей искренности.
- Мистер Уордл (англ. Mr. Wardle) — владелец фермы в местечке Дингли-Делл, друг Пиквика.
- Джо (англ. Joe) — слуга мистера Уордла, «жирный парень», который потреблял большое количество пищи и постоянно засыпал в любой ситуации в любое время дня; проблема сна Джо — происхождение медицинского термина «Синдром Пиквика».
- Рэйчел Уордл (англ. Rachael Wardle) — сестра мистера Уордла, которая пыталась тайно сбежать с мистером Джинглем.
- Эмили Уордл (англ. Emily Wardle) — одна из дочерей мистера Уордла, впоследствии вышедшая замуж за Снодграсса.
- Арабелла Эллен (англ. Arabella Allen) — подруга Эмили, впоследствии вышедшая замуж за Уинкля.
- Мэри (англ. Mary) — «хорошенькая служанка» Арабеллы Эллен, которая впоследствии вышла замуж за Сэма Уэллера.
- Бен (Бенджемин) Эллен (англ. Benjamin Allen) — брат Арабеллы, студент-медик.
- Боб Сойер (англ. Bob Sawyer) — друг и сокурсник Бена Эллена.
- Мистер Перкер (англ. Mr. Perker) — поверенный мистера Пиквика.
- Миссис Бардл (англ. Mrs. Bardell) — вдова, хозяйка дома, где жил Пиквик, затеявшая против него процесс о нарушении брачного обещания.

## Создание романа
Судя по письмам Диккенса, он с самого начала знал, что пишет произведение выдающееся. «Наконец-то я принялся за Пиквика, которому суждено будет предстать перед читателями во всем величии и блеске своей славы»,— писал он своим издателям за день до окончания первой главы.

### Начало работы
История создания романа начинается с 10 февраля 1836 года: в этот день к Чарльзу Диккенсу пришёл издатель Уильям Холл с предложением о работе. Замысел был прост: Диккенсу надо было вести рассказ о похождениях смешных джентльменов, изображённых на картинках Роберта Сеймура; при этом сложность состояла в необходимости следовать за художником, считаться с его замыслом. Друзья Чарльза — писатели Уильям Эйнсворт, Эдвард Бульвер-Литтон, Дуглас Джеролд — отговаривали Диккенса от этой работы, доказывая, что она не только не поможет его движению вперёд, но и отбросит его назад, ниже того уровня, которого он уже достиг как журналист. Да и сам Диккенс, начиная писать текст, не представлял достаточно чётко окончательных результатов своего содружества с Сеймуром.

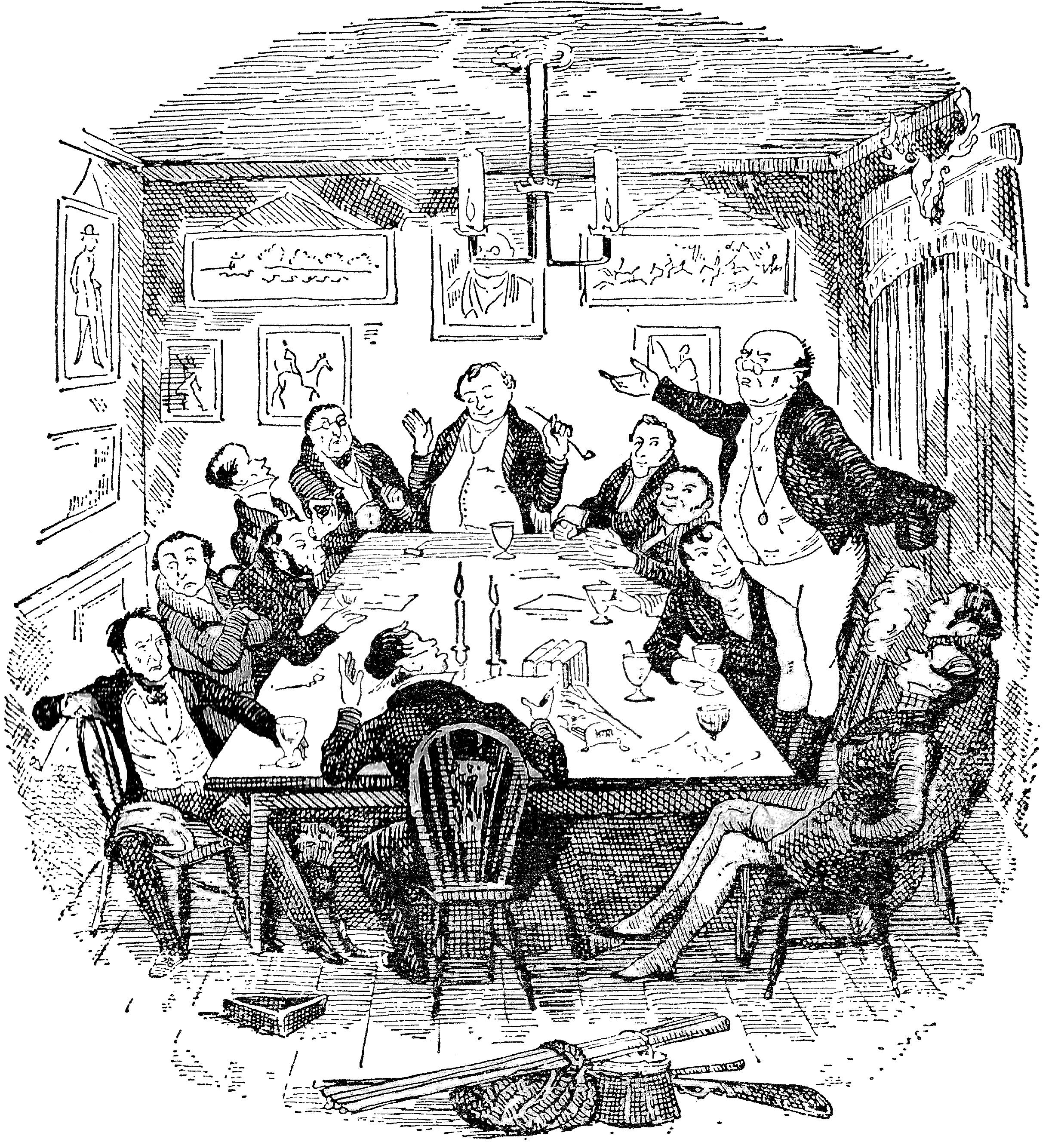
Иллюстрация Роберта Сеймура к первой главе

В предисловии к изданию 1847 года Диккенс написал о начале работы над «Записками» следующее:

Сделанное мне предложение заключалось в том, чтобы я ежемесячно писал нечто такое, что должно явиться связующим звеном для гравюр, которые создаст мистер Сеймур (Р. Сеймур сделал только семь гравюр, две гравюры — Р. У. Басс, которые не переиздавались, остальные — X.Н. «Физ» Браун. (Прим. переводчика.)), и то ли у этого превосходного художника-юмориста, то ли у моего посетителя возникла идея, будто наилучшим способом для подачи этих гравюр явится «Клуб Нимрода», члены которого должны охотиться, удить рыбу и всегда при этом попадать в затруднительное положение из-за отсутствия сноровки. Подумав, я возразил, что хотя я родился и рос в провинции, но отнюдь не склонен выдавать себя за великого спортсмена, если не считать области передвижения во всех видах, что идея эта отнюдь не нова и была не раз уже использована; что было бы гораздо лучше, если бы гравюры естественно возникали из текста, и что мне хотелось бы идти своим собственным путём с большей свободой выбирать людей и сцены из английской жизни, и я боюсь, что в конце концов я так и поступлю, независимо от того, какой путь изберу для себя, приступая к делу. С моим мнением согласились, я задумал мистера Пиквика и написал текст для первого выпуска, а мистер Сеймур, пользуясь гранками, нарисовал заседание Клуба и удачный портрет его основателя — сей последний был создан по указаниям мистера Эдуарда Чепмена, описавшего костюм и внешний вид реального лица, хорошо ему знакомого. Памятуя о первоначальном замысле, я связал мистера Пиквика с Клубом, а мистера Уинкля ввел специально для мистера Сеймура.
31 марта 1836 года вышел первый выпуск, но популярностью издание не пользовалось.
Формат издания поменялся в связи с самоубийством художника, Диккенс пишет об этом:

Мы начали с выпусков в двадцать четыре страницы вместо тридцати двух и с четырёх иллюстраций вместо двух. Внезапная, поразившая нас смерть мистера Сеймура, — до выхода из печати второго выпуска, — привела к незамедлительному решению вопроса, уже назревавшего: выпуск был издан в тридцать две страницы только с двумя иллюстрациями, и такой порядок сохранился до самого конца.
После самоубийства Сеймура писатель стал сам вести переговоры с несколькими художниками об иллюстрировании «Пиквикского клуба», и в том числе с Уильямом Теккереем — будущим автором «Ярмарки тщеславия». Но его рисунки не понравились Диккенсу. Выбор пал на самого молодого претендента — Хэблота Брауна, который, начиная с этого времени, на протяжении двадцати с лишним лет под псевдонимом «Физ» иллюстрировал многие романы Диккенса. Роли переменились: теперь уже художник во всём следовал за писателем, прекрасно передавая общую атмосферу возникающей под пером Диккенса комической эпопеи и своеобразие созданных им персонажей. Но четвёртый выпуск, который был иллюстрирован Физом, так же не пользовался интересом читателей, как и первые три.

### Использование тем и сюжетов прежних очерков
Во второй главе, рассказывая о том, как по вине Джингля мистер Уинкль был втянут в дуэль, Диккенс в несколько изменённом виде повторяет мотивы вошедшего в «Очерки Боза» рассказа «Дуэль в Грейт-Уинглбери». Третья глава включает «Рассказ странствующего актера». В шестую главу «Записок» он включает историю «Возвращение каторжника», непосредственно перекликающуюся с написанным им ранее рассказом «Чёрная вуаль». И в том и в другом случае речь идет о самоотверженной любви матери к сыну, который становится преступником. В эту же главу вошло написанное Диккенсом ранее стихотворение «Зелёный плющ». Органической связи со всеми остальными эпизодами эти вставные элементы не имеют, но и не противоречат принципу фрагментарности, лежащему в основе начальных глав «Записок Пиквикского клуба». В ряде случаев Диккенс использовал уже имевшиеся у него материалы из-за нехватки времени: сроки окончания очередной серии приближались с неотвратимой быстротой.

### Приход популярности
В июле 1836 года вышел пятый выпуск «Записок», содержащий главы 12 — 14, в котором появляется находчивый слуга Сэм Уэллер и город Итенсуилл с его бурной политической жизнью. Этот выпуск прославил Диккенса и сделал популярным издание «Посмертных записок Пиквикского клуба». Успех пятого выпуска принято объяснять тем, что в нём появился Сэм Уэллер. И правда, в его лице Дон Кихот — Пиквик обрел своего Санчо.
Австрийский писатель Стефан Цвейг, которому довелось в юности повстречаться со стариками, помнившими прижизненные успехи Диккенса, утверждал, что по их отзывам легче, чем по любым критическим источникам, судить о всенародном признании «Боза» (то есть Диккенса). Цвейг писал:

В день получения почты… они никогда не могли заставить себя дожидаться дома почтальона, который наконец-то несёт в сумке новую синенькую книжку Боза… И год за годом все, от мала до велика, встречали в положенный день почтальона за две мили, лишь бы поскорее получить свою книжку. Уже на обратном пути они принимались читать: кто заглядывал в книгу через плечо соседа, кто начинал читать вслух, и только самые большие добряки во всю прыть бежали домой, чтобы поскорее принести добычу жене и детям… На протяжении девятнадцатого столетия нигде больше не было такой неизменной сердечной близости между писателем и его народом. Слава Диккенса взвилась стремительной ракетой, но она так и не угасла; она остановилась над миром, озаряя его подобно солнцу.
История литературы не знает ничего подобного фурору, вызванному «Пиквиком». Те, кому он не слишком понравился, называли всеобщий энтузиазм «бозоманией». Появились «пиквикские» шляпы, пальто, трости, сигары. Собак и кошек называли «Сэм», «Джингль», «Бардл», «Троттер»; люди получали прозвища «Тапмен», «Уинкль», «Снодграсс» и «Стиггинс». «Жирный парень» вошёл в словарь английского языка.

### Принцип серийного издания
Принцип серийного издания романа позволил Диккенсу включить в некоторые выпуски самый свежий материал, поделиться с читателями впечатлениями и фактами, которые появлялись у него в процессе работы. Например, в июне 1836 года Диккенс посетил старейшую лондонскую психиатрическую больницу (так называемый Бедлам), а в июльском выпуске появилась вставная новелла «Рукопись сумасшедшего». Блестящая сцена романа — заседание суда по делу «Бардль против Пиквика» — была написана под непосредственным впечатлением от одного из шумных бракоразводных процессов, на котором незадолго до этого Диккенсу пришлось присутствовать, чтобы написать репортаж для газеты «Морнинг кроникл».
Исследователи творчества Диккенса обращали внимание на журналистскую природу «Записок», их связь с текущими событиями «сегодняшнего дня», которая проявляется и в том, что Диккенс приурочивал описываемые им происшествия и занятия пиквикистов к определённым временам года, к датам календаря: в июньском выпуске содержится описание игры в крикет, в октябрьском речь идёт об охоте, в февральском Уинкль демонстрирует своё «мастерство» катания на коньках, а в январском рассказывается о праздновании Рождества. Открывая выпуск в сентябре, читатель узнаёт, что происходило с героями в августе, а в марте — о том, что они делали в феврале. Это создавало особую атмосферу общения с читателями: писатель как бы жил с ними общей жизнью, отвечал на их запросы и доверительно знакомил с тем, что лишь недавно произошло с героями, чья судьба ему известна, и он спешил познакомить с ними своих читателей.
Создавая «Записки Пиквикского клуба», Диккенс формировал и завоёвывал читательскую аудиторию.

## Первая публикация
Роман выходил почти полтора года. Было выпущено 19 номеров, в одном выпуске обычно печатались три главы. Последний выпуск был двойным и стоил два шиллинга. В мае 1837 года Диккенс был в трауре по случаю смерти его невестки Мэри Хогарт, поэтому в этом месяце номер не выходил.
- I — Март 1836 года (главы 1 — 2);
- II — Апрель 1836 года (главы 3 — 5);
- III — Май 1836 года (главы 6 — 8);
- IV — Июнь 1836 года (главы 9 — 11);
- V — Июль 1836 года (главы 12 — 14);
- VI — Август 1836 года (главы 15 — 17);
- VII — Сентябрь 1836 года (главы 18 — 20);
- VIII — Октябрь 1836 года (главы 21 — 23);
- IX — Ноябрь 1836 года (главы 24 — 26);
- X — Декабрь 1836 года (главы 27 — 28);
- XI — Январь 1837 года (главы 29 — 31);
- XII — Февраль 1837 года (главы 32 — 33);
- XIII — Март 1837 года (главы 34 — 36);
- XIV — Апрель 1837 года (главы 37 — 39);
- XV — Июнь 1837 года (главы 40 — 42);
- XVI — Июль 1837 года (главы 43 — 45);
- XVII — Август 1837 года (главы 46 — 48);
- XVIII — Сентябрь 1837 года (главы 49 — 51);
- XIX—XX — Октябрь 1837 года (главы 52 — 57).

## Переводы

### На русский язык
Первый русский перевод был опубликован в 1840 году в «Библиотеке для чтения» под заглавием «Записки бывшего Пиквикского клуба».
В 1850 г. в типографии Глазунова книга вышла в переводе Иринарха Введенского под заглавием «Замогильныя записки Пикквикскаго клуба». В своей книге «Высокое искусство» К. И. Чуковский отзывался о нем так: «Хотя в его переводе немало отсебятин и промахов, все же его перевод гораздо точнее, чем ланновский, уже потому, что в нем передано самое главное: юмор. Введенский был и сам юмористом… „Пиквик“ Иринарха Введенского весь звучит отголосками Гоголя».
В 1892—1897 гг. в типографии Ф. Павленкова вышел перевод М. А. Шишмаревой под заглавием «Записки упраздненного Пиквикского клуба».
В 1894 г. в типографии Суворина вышел неподписанный «новый перевод» с заголовком «Замогильныя записки Пикквикскаго клуба».
В 1896—1899 г. в типографии бр. Пантелеевых вышел перевод В. Л. Ранцова под заглавием «Посмертные записки Пиквикского клуба».
В 1932 г. в издательстве «Молодая гвардия» книга вышла под заголовком «Посмертные записки Пиквикского клуба» в сокращенном переводе «А. Г. и Г. Ш.». Исследователи единодушны, что за инициалами Г. Ш. скрывается Густав Шпет, относительно А. Г. есть две версии: Аркадий Горнфельд или Александр Габричевский. За основу Густав Шпет и А. Г. взяли перевод 1894 г. и сильно его отредактировали. Книга была переиздана в 2000 г. в издательстве «Независимая газета», где перевод подвергся дополнительной редактуре М. Тюнькиной.
В 1933 г. в издательстве Academia книга вышла в переводе А. Кривцовой и Е. Ланна при участии и с комментарием Густава Шпета под заголовком «Посмертные записки Пиквикского клуба». Чуковский критиковал этот перевод, считая, что «хотя каждая строка оригинального текста воспроизведена здесь с математической точностью, но от молодой, искрометной и бурной веселости Диккенса здесь не осталось и следа. Получилась тяжеловесная, нудная книга, которую нет сил дочитать до конца, — то есть самый неточный перевод из всех существующих, а пожалуй, из всех возможных. Вместо того, чтобы переводить смех — смехом, улыбку — улыбкой, Евгений Ланн вкупе с А. В. Кривцовой перевел, как старательный школьник, только слова, фразы, не заботясь о воспроизведении живых интонаций речи, её эмоциональной окраски».
С 1933 г., за вышеупомянутым единственным исключением, все издания «Записок Пиквикского клуба» выходят в переводе Кривцовой и Ланна. Шпета указывали в качестве сопереводчика в изданиях 1933, 1934 и 1935 гг.; но после того как в 1935 г. Шпет был арестован по обвинению в контрреволюционной деятельности, его перестали упоминать как участника перевода.

## Социальная критика
Общее значение «Записок» не сводится лишь к описанию весёлых приключений пиквикистов; в романе звучат и социальные мотивы. Рассказывая о выборах в Итенсуиле, Диккенс высмеивает и критикует современные ему порядки выдвижения кандидатов в члены парламента, используемые при этом обман, подкуп, шантаж, выступает против коррупционного судопроизводства, создаёт запоминающиеся портреты судейских чиновников и взяточников. Остры по своему социальному звучанию страницы, посвящённые пребыванию мистера Пиквика в тюрьме.
И всё же в «Записках Пиквикского клуба» Диккенс не задерживает своего внимания на тёмных сторонах действительности, не углубляет социальную критику. Завершая роман, он писал:

Есть тёмные тени на земле, но тем ярче кажется свет. Некоторые люди, подобно летучим мышам или совам, лучше видят в темноте, чем при свете. Мы, не наделённые таким органом зрения, предпочитаем бросить последний прощальный взгляд на призрачных товарищей многих часов одиночества в тот момент, когда на них падает яркий солнечный свет.
Оригинальный текст (англ.)There are dark shadows on the earth, but its lights are stronger in the contrast. Some men, like bats or owls, have better eyes for the darkness than for the light. We, who have no such optical powers, are better pleased to take our last parting look at the visionary companions of many solitary hours, when the brief sunshine of the world is blazing full upon them.

Писатель сознательно направляет своё внимание на всё радостное и светлое, стремится утвердить свой идеал, связывая его с представлением о благорасположенности людей друг к другу. В «Записках» проявилось присущее творчеству Диккенса романтическое начало — в утопической картине счастливого существования небольшой группы людей, которым чужды расчетливость и погоня за деньгами. Диккенс создает идиллию Дингли-Делла, благополучно устраивает судьбы своих героев, дарит им счастье, веселье и радость. Дух праздничной пантомимы оживает в финале романа.

## Популярность
«Посмертные записки Пиквикского клуба» заняли 106-ю строчку в списке 200 лучших романов по версии Би-би-си 2003 года.
Роман также вошёл в опубликованный 31 января 2008 года рейтинг 100 романов, которые, по мнению коллектива редакции «НГ-Ex libris», потрясли литературный мир и оказали влияние на всю культуру.

## Экранизации
Первые фильмы о приключениях Пиквика вышли в 1913 году: «Записки Пиквикского клуба», режиссёр Лоуренс Тримбл (Великобритания, США), и «Приключения стрелкового клуба», режиссёр Лоуренс Тримбл (Великобритания, США).
В 1921 году вышел фильм «Приключения мистера Пиквика», режиссёр Томас Бентли (Великобритания).
Единственный звуковой кинофильм по роману был снят в 1952 году английским режиссёром Н. Лэнгли. В 1954 г. фильм был приобретён для советского кинопроката за 10 000 £. Это первый английский фильм, который попал в советский прокат после окончания войны.
Альберт Коутс, уроженец Санкт-Петербурга, написал оперу «Пиквик», которая была в 1936 г. адаптирована для телевидения («Би-би-си») под руководством Владимира Розинга. В 1963 г. в Лондоне состоялась премьера мюзикла «Пиквик», который, впрочем, большого успеха не имел. Наиболее известна из этого мюзикла песня «If I Ruled the World».
Телеверсия мюзикла вышла на «Би-би-си» в 1969 году, а в 1985 году тот же телеканал выпустил 12-серийный телесериал «Записки Пиквикского клуба».
В СССР сняты 2 театральные экранизации романа:
- Записки Пиквикского клуба (телеспектакль) (постановка Александра Прошкина, 1972)
- «Пиквикский клуб» (постановка Георгия Товстоногова, 1986)

## Сэм Уэллер в радиоэфире
В радиоэфире Сэм Уэллер присутствовал в передаче «Почтовый дилижанс в стране литературных героев», которая транслировалась в эфире Радио-1 и на все радиоточки СССР.